# Drastic Fantastic
Drastic Fantastic is het derde album van singer-songwriter KT Tunstall. In Nederland is het album op 5 september 2007 uitgebracht. Van deze cd heeft de single "Hold On" als enige airplay gehad.

## Tracklist
1. Little Favours – 3:09
2. If Only – 3:46
3. White Bird – 3:13
4. Funnyman – 2:56
5. Hold On – 2:57
6. Hopeless – 3:41
7. I Don't Want You Now – 3:48
8. Saving My Face – 3:38
9. Beauty of Uncertainty – 5:01
10. Someday Soon – 3:53
11. Paper Aeroplane – 3:16